# Teucholabis duncani
Teucholabis duncani är en tvåvingeart som beskrevs av Alexander 1946. Teucholabis duncani ingår i släktet Teucholabis och familjen småharkrankar. Inga underarter finns listade i Catalogue of Life.